# چیه ادوجون کاواکامی
چیه ادوجون کاواکامی (انگلیسی: Chie Edoojon Kawakami؛ زادهٔ ۲۱ آوریل ۱۹۹۸) بازیکن فوتبال اهل ژاپن است.